# إدواردو إسكوبيدو
إدواردو إسكوبيدو (بالإسبانية: Eduardo Escobedo)‏ مواليد 4 فبراير 1984 في مدينة مكسيكو، المكسيك، هو ملاكم محترف مكسيكي يصنف ضمن فئة وزن الريشة.

## إحصائيات
خاض خلال مسيرته 33 نزالا، فاز في 30 ولم يتعادل وخسر في 3. فاز بالضربة القاضية في 21 نزالا.

## روابط خارجية
- إدواردو إسكوبيدو على موقع بوكس ريك (الإنجليزية) (registration required)